# Lekkoatletyka na Letnich Igrzyskach Olimpijskich 2000 – rzut młotem kobiet
Rzut młotem kobiet – jedna z konkurencji lekkoatletycznych rozegranych podczas XXVII Letnich Igrzysk Olimpijskich w Sydney.
Rzut młotem kobiet (podobnie jak skok o tyczce pań) debiutował w programie zawodów lekkoatletycznych na igrzyskach. Przed zawodami w Sydney o medale w rzucie młotem kobiety rywalizowały tylko raz na mistrzostwach świata w 1999 roku oraz nieco wcześniej na imprezach kontynentalnych (np. w 1998 na mistrzostwach Europy).
Eliminacje rzutu młotem kobiet rozegrano w środę 27 września, finał odbył się dwa dni później – 29 września o godzinie 19:00 czasu miejscowego.
Jedna z faworytek, rekordzistka i mistrzyni świata – Rumunka Mihaela Melinte została wycofana przed zawodami z powodu pozytywnego wyniku testu antydopingowego, który został przeprowadzony w czerwcu 2000 podczas mityngu w Mediolanie.
Złoty medal zdobyła reprezentantka Polski Kamila Skolimowska – w dniu finału nie miała jeszcze ukończonych 18 lat i została tym samym najmłodszą polską mistrzynią olimpijską. Rezultat Skolimowskiej – uzyskany w trzeciej kolejce – 71,16 był nowym rekordem świata juniorek. Polka przed igrzyskami miała na koncie złoty medal mistrzostw Europy juniorów z 1997 oraz złoto mistrzostw świata juniorów młodszych z 1999.

## Terminarz
| Data        | Godzina                     | Runda      |
| ----------- | --------------------------- | ---------- |
| 27 września | 09:00 Grupa A 11:00 Grupa B | Eliminacje |
| 29 września | 19:00                       | Finał      |

## Przebieg zawodów

### Runda kwalifikacyjna
Do zawodów przystąpiło 28 zawodniczek. Aby dostać się do finału, w którym startowało 12 młociarek, należało rzucić co najmniej 65,60 (Q). W przypadku gdyby rezultat ten osiągnęła mniejsza ilość sportsmenek, kryterium awansu były najlepsze wyniki uzyskane przez startujące (q). Miotaczki podzielono na dwie grupy kwalifikacyjne: A i B. W eliminacjach każdy zawodnik miał do wykonania maksymalnie 3 próby.
Startująca w grupie A Rosjanka Olga Kuzienkowa w pierwszej serii uzyskała wynik 70,60 – jako, że żadna z zawodniczek nie poprawiła tego wyniku (także z grupy B) rezultat ten uznano za pierwszy rekord olimpijski w tej konkurencji.

#### Grupa A
| Pozycja | Zawodniczka        | #1    | #2    | #3    | Rezultat | Uwagi |
| ------- | ------------------ | ----- | ----- | ----- | -------- | ----- |
| 1       | Olga Kuzienkowa    | 70,60 | —     | —     | 70,60    | OR Q  |
| 2       | Kamila Skolimowska | 66,30 | —     | —     | 66,30    | Q     |
| 3       | Yipsi Moreno       | 65,74 | —     | —     | 65,74    | Q     |
| 4       | Dawn Ellerbe       | 64,91 | 63,27 | 57,99 | 64,91    | q     |
| 5       | Sviatlana Sudak    | X     | X     | 63,83 | 63,83    | q     |
| 6       | Lorraine Shaw      | 63,21 | 62,60 | 57,09 | 63,21    | q     |
| 7       | Amy Palmer         | 61,96 | 62,49 | 62,78 | 62,78    | q     |
| 8       | Iryna Sekaczowa    | 61,44 | 60,62 | X     | 61,44    |       |
| 9       | Tasha Williams     | 50,96 | 54,14 | 61,18 | 61,18    |       |
| 10      | Ałła Dawydowa      | 60,86 | X     | X     | 60,86    |       |
| 11      | Karyne Perkins     | 55,18 | 59,49 | 55,22 | 59,49    |       |
| 12      | Mia Strömmer       | 57,33 | X     | 59,43 | 59,43    |       |
| 13      | Michelle Fournier  | X     | 55,72 | 59,15 | 59,15    |       |
| 14      | Caroline Fournier  | X     | 53,60 | 56,18 | 56,18    |       |
| —       | Ester Balassini    | X     | X     | X     | NM       |       |

#### Grupa B
| Pozycja | Zawodniczka           | #1    | #2    | #3    | Rezultat | Uwagi |
| ------- | --------------------- | ----- | ----- | ----- | -------- | ----- |
| 1       | Kirsten Münchow       | 59,09 | 67,64 | —     | 67.64    | Q     |
| 2       | Ivana Brkljačić       | 65,01 | 62,59 | X     | 65,01    | q     |
| 3       | Deborah Sosimenko     | 64,01 | 61,18 | 59,53 | 64,01    | q     |
| 4       | Sini Pöyry            | 63,80 | 60,12 | 61,81 | 63,80    | q     |
| 5       | Ludmiła Hubkina       | 62,40 | 63,13 | 63,29 | 63,29    | q     |
| 6       | Katalin Divós         | 61,88 | X     | 62,74 | 62,74    |       |
| 7       | Lisa Misipeka         | 61,74 | 58,74 | X     | 61,74    |       |
| 8       | Tatjana Konstantinowa | 57,24 | 61,14 | 61,48 | 61,48    |       |
| 9       | Jesseca Cross         | 56,98 | 60,85 | 60,51 | 60,85    |       |
| 10      | Zhao Wei              | 59,54 | 57,44 | 55,98 | 59,54    |       |
| 11      | Manuela Montebrun     | 57,60 | X     | 57,77 | 57,77    |       |
| 12      | Anelija Jordanowa     | X     | 54,92 | 54,69 | 54,92    |       |
| —       | Wolha Cander          | X     | X     | X     | NM       |       |

### Finał

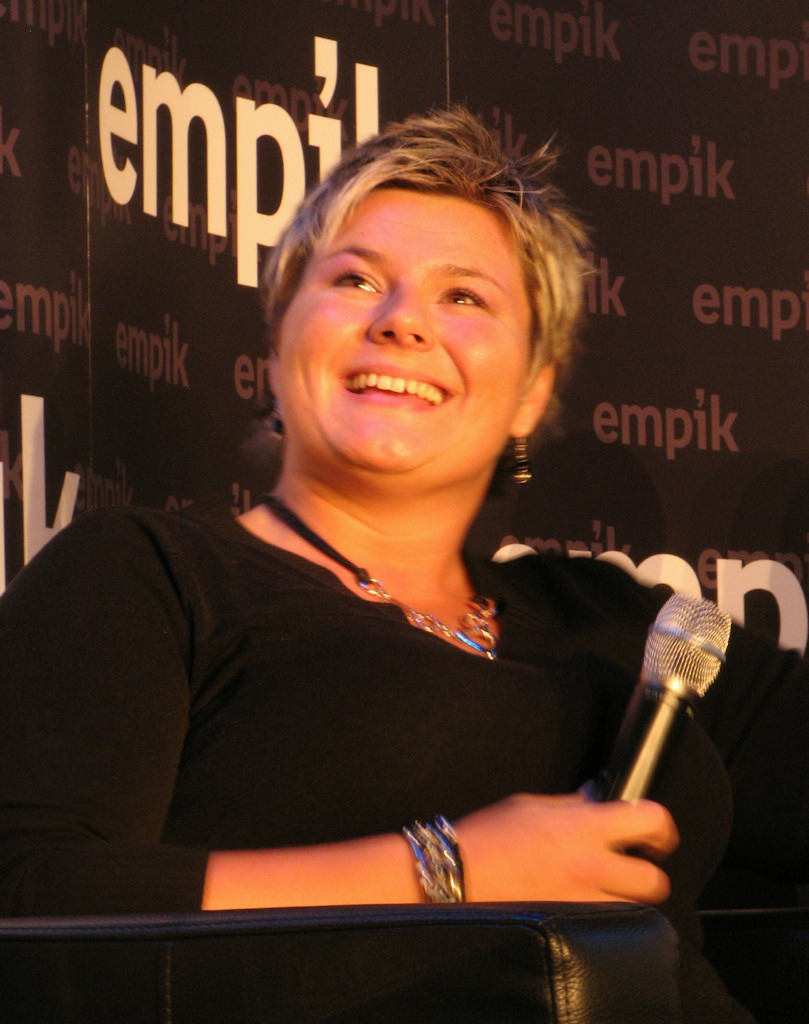
Złota medalistka Kamila Skolimowska

| Pozycja | Zawodniczka        | #1    | #2    | #3    | #4    | #5    | #6    | Rezultat | Uwagi     |
| ------- | ------------------ | ----- | ----- | ----- | ----- | ----- | ----- | -------- | --------- |
|         | Kamila Skolimowska | X     | 66,33 | 71,16 | 66,06 | 69,91 | —     | 71,16    | OR NR WJR |
|         | Olga Kuzienkowa    | X     | 67,18 | 69,64 | 69,77 | X     | X     | 69,77    |           |
|         | Kirsten Münchow    | 66,42 | X     | 67,81 | 66,03 | 69,28 | 67,96 | 69,28    | NR        |
| 4       | Yipsi Moreno       | 65,79 | 67,16 | 67,04 | 64,88 | 68,33 | 67,43 | 68,33    |           |
| 5       | Deborah Sosimenko  | 67,95 | 64,24 | 65,49 | 66,39 | X     | X     | 67,95    | AR        |
| 6       | Ludmiła Hubkina    | 66,04 | 66,16 | X     | 67,08 | 66,77 | 66,95 | 67,08    |           |
| 7       | Dawn Ellerbe       | 62,50 | 64,51 | 66,80 | 64,40 | 66,16 | 64,71 | 66,80    |           |
| 8       | Amy Palmer         | X     | 60,21 | 66,15 | 59,42 | X     | X     | 66,15    |           |
| 9       | Lorraine Shaw      | 64,27 | 56,96 | 63,65 |       |       |       | 64,27    |           |
| 10      | Sviatlana Sudak    | X     | 64,21 | X     |       |       |       | 64,21    |           |
| 11      | Ivana Brkljačić    | 61,25 | 63,20 | X     |       |       |       | 63,20    |           |
| 12      | Sini Pöyry         | 62,49 | X     | 62,21 |       |       |       | 62,49    |           |